# Вулиця Володимира Шульгина
Ву́лиця Володи́мира Шульгинá — вулиця у Святошинському районі міста Києва, селище Біличі. Пролягає від Обухівської вулиці до вулиці Володимира Наумовича.
Прилучаються провулок Якова Шульгина, вулиці Олексія Береста, Крушельницького, Христини Сушко і Мовчунівський провулок.

## Історія
Вулиця виникла у першій половині XX століття, мала назву вулиця Чапаєва, на честь російського і радянського військового діяча Василя Чапаєва. З 1966 року мала назву вулиця Івана Федька, на честь радянського військового діяча Івана Федька. 
Сучасна назва на честь українського студентського діяча, учасника бою під Крутами Володимира Шульгина — з 2016 року

## Зображення

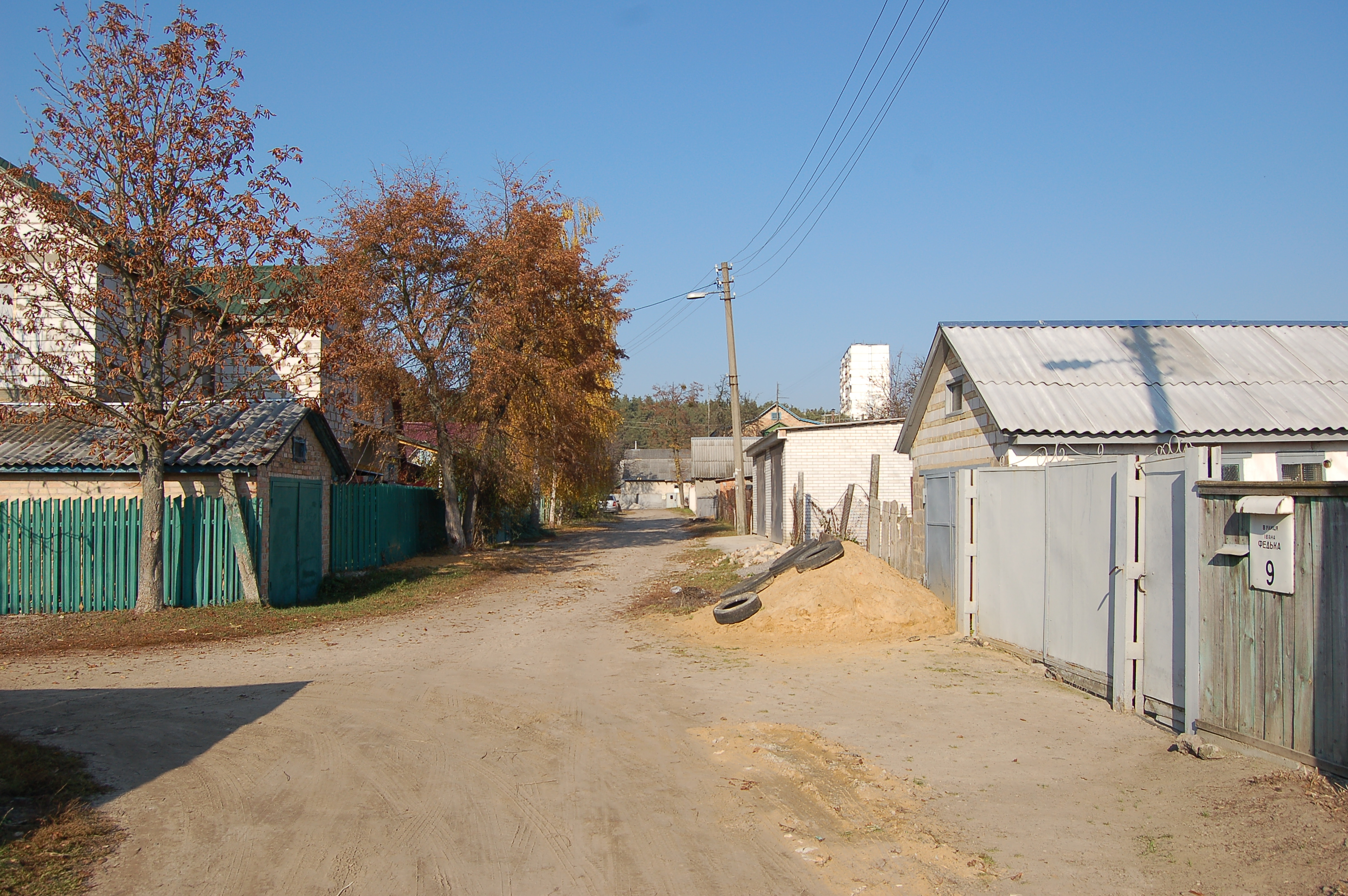
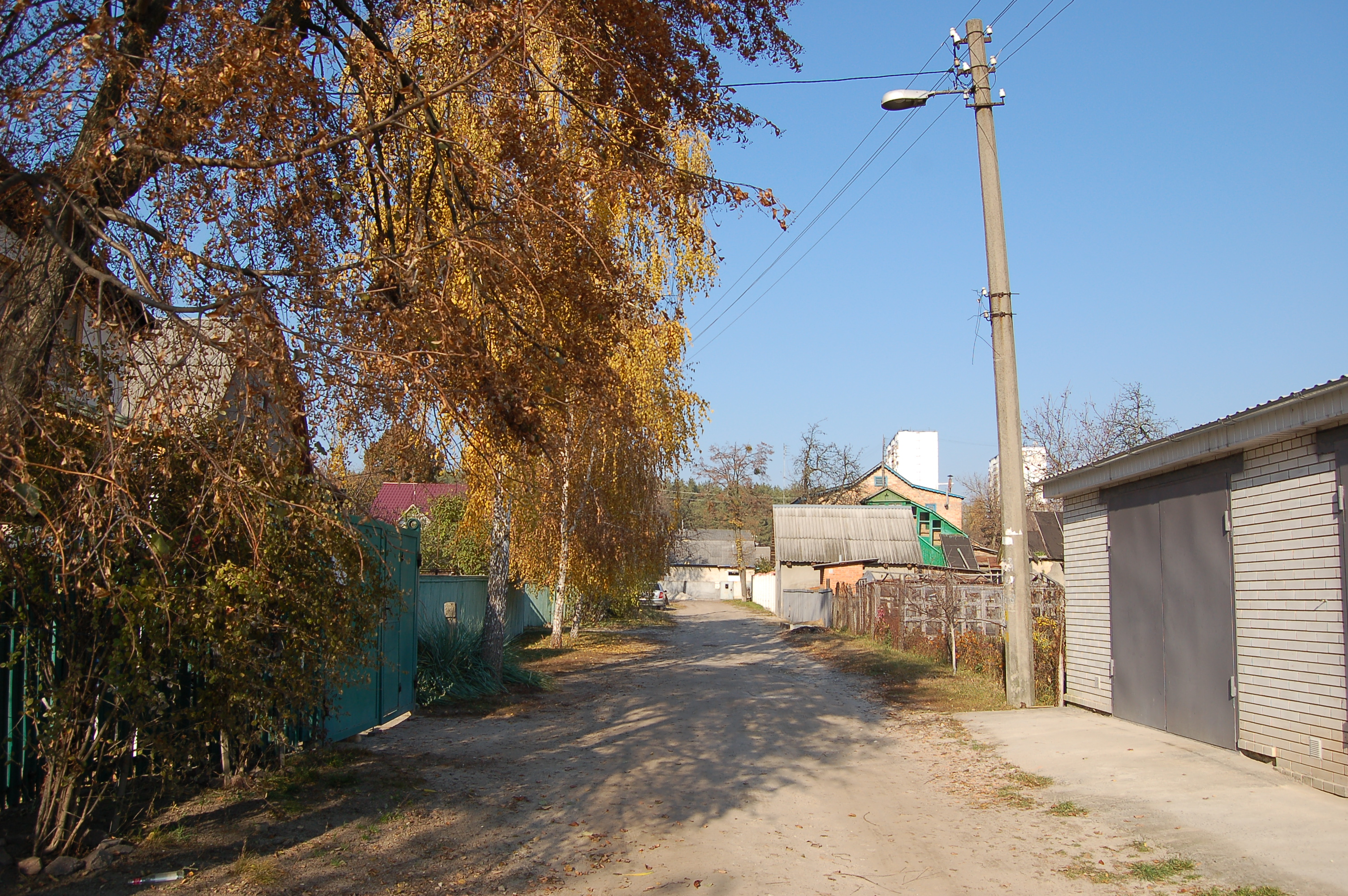